# 圣帕尔欧泰特尔
圣帕尔欧泰特尔（法語：Saint-Parres-aux-Tertres，法語發音：[sɛ̃ paʁ o tɛʁtʁ]）是法国奥布省的一个市镇，位于该省中部，属于特鲁瓦区和特鲁瓦香槟都会城市圈公共社区，其市镇面积为11.82平方公里，2022年1月1日时人口数量为3,214人。
圣帕尔欧泰特尔是特鲁瓦香槟都会城市圈公共社区的组成部分，位于特鲁瓦市区东侧。

## 行政
圣帕尔欧泰特尔的邮政编码为10410，INSEE市镇编码为10357。

## 地理

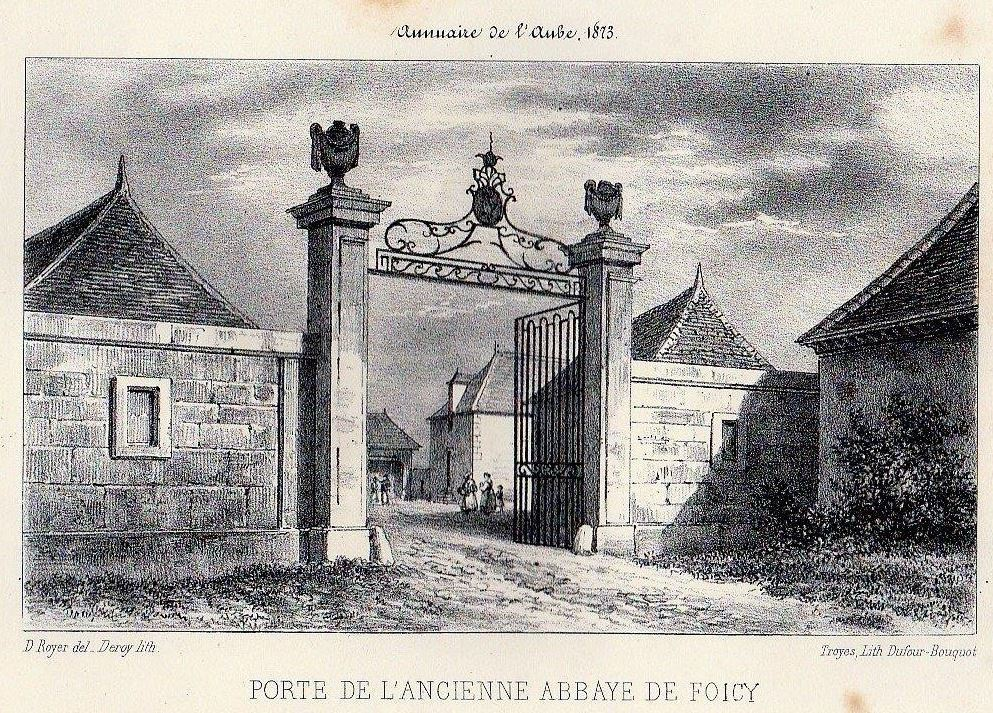
富瓦西修道院

圣帕尔欧泰特尔（48°17'59"N, 4°7'4"E）位于法国中北部偏东，大东部大区西南部和奥布省中部。
与圣帕尔欧泰特尔接壤的市镇包括：特鲁瓦附近克勒内、蓬圣玛丽、鲁伊圣卢、吕维尼、圣朱利安莱维拉、泰讷利耶尔、特鲁瓦、维勒谢蒂夫。
圣帕尔欧泰特尔属于塞纳河流域，境内地势平坦。
按照柯本气候分类法，圣帕尔欧泰特尔属于温带海洋性气候，全年温差较小，降水分布均匀。

## 历史
圣帕尔欧泰特尔历史上长期为一普通村落，12世纪时境内曾出现富瓦西修道院，法国大革命期间关闭。二战后随着特鲁瓦城市的扩张而出现居民区，成为其东部的近郊卫星城。

## 交通
奥布省省道D610线和D619线在境内十字交汇，此外还有省道D86线、D147线和D172线经过圣帕尔欧泰特尔镇。
特鲁瓦公交7路和26路经过圣帕尔欧泰特尔。

## 政治
现任圣帕尔欧泰特尔市长为雅克·伊尔齐格先生（Jack Hirtzig），他是一名无党派人士。

## 人口
| 年份   | 1936  | 1946  | 1954  | 1962  | 1968  | 1975  | 1982  | 1990  | 1999  | 2006  | 2007  | 2008  | 2013  | 2017  |
| ------ | ----- | ----- | ----- | ----- | ----- | ----- | ----- | ----- | ----- | ----- | ----- | ----- | ----- | ----- |
| 人口數 | 1,329 | 1,292 | 1,489 | 1,635 | 1,808 | 2,088 | 2,402 | 2,411 | 2,615 | 2,797 | 2,826 | 2,854 | 3,068 | 3,126 |